# トピカ (カンザス州)

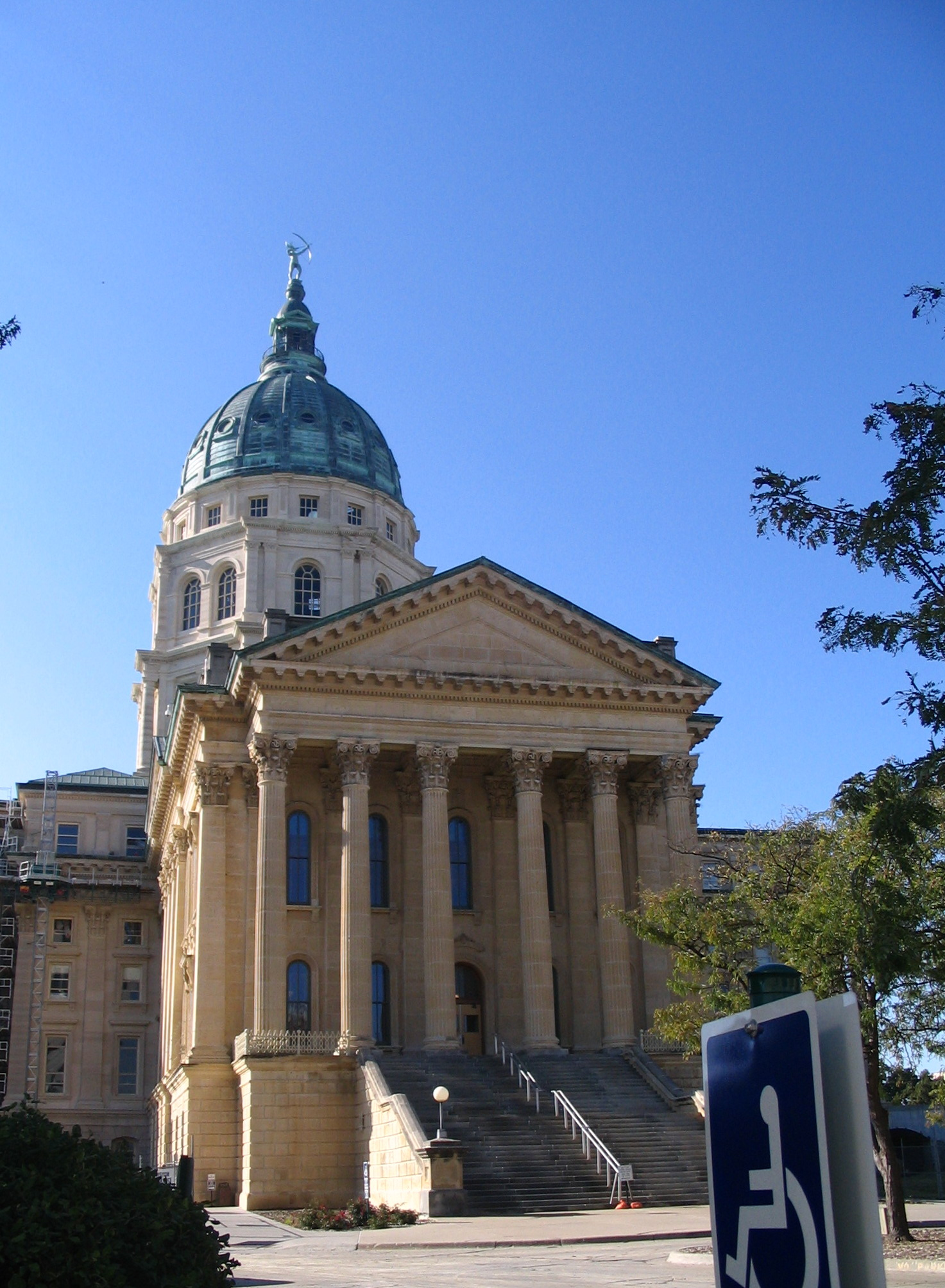
カンザス州議会

トピカ（Topeka）は、アメリカ合衆国カンザス州の州都。人口は12万6587人（2020年）で、州第5の都市である。カンザス川沿いに位置する。5郡にまたがる都市圏の人口は23万2594人（2010年）である。カンザスシティから西へ約100 km、ウィチタ市から北東へ約220 km に位置する。カンザス大学の所在地ローレンス市からは西へ約40 km、カンザス州立大学の所在地マンハッタン市からは東へ約80 km ほどである。
アメリカ海軍の歴代艦艇のうち、同市にちなんでトピカ（USS Topeka）と名付けられた艦が3隻ある（PG-35（英語版）、CL-67/CLG-8、SSN-754の3隻）。
トピカという市名は、ネイティブ・アメリカンのカンサ族やアイオワ族の言葉で「ジャガイモ」もしくは「ジャガイモ栽培に適した土地」という意味である、と伝えられている。

## 歴史
1840年代、ネイティブ・アメリカンの3姉妹がオレゴン・トレイルと呼ばれる東西交通路の途中、カンザスシティの西60マイルの地点で渡し船を始めた。その一帯が今日トピカと呼ばれる都市の基になった。1854年にトピカは自由州の町として整備された。時を蒸気船の港ができ、商業都市として発展していった。1857年のカンザス・ネブラスカ条約により市に昇格。1861年にカンザス州が連邦34番目の州に昇格し、トピカは州都に定められた。
南北戦争中に一時的に成長が止まったものの、戦後トピカは再び成長を始めた。1878年にアッチソン・トピカ・アンド・サンタフェ鉄道が開通。1890年代に人口を倍増させた。
オリヴァー・L・ブラウンらがトピカ市教育局を相手取り、公立学校における人種隔離撤廃を求めて裁判を起こした。1954年に連邦裁判所の判決で原告が勝訴した（ブラウン対教育委員会裁判）。舞台となった小学校は現在は国の史跡になっている（後述）。その後も人種差別は続いたが、1980年代後半に市民らが立ち上がり、さらに組織的な人種差別撤廃運動が起こった。
1966年6月8日、トピカは藤田スケールで上から2番目であるカテゴリーF5の竜巻に見まわれた。竜巻はダウンタウンを直撃し、1億ドルに及ぶ損害をもたらした。

## 地理
トピカは、北緯39度3分21秒 西経95度41分22秒 / 北緯39.05583度 西経95.68944度（39.039200, -95.689508）に位置している。
アメリカ合衆国統計局によると、トピカ市は総面積147.6km2（57.0 mi2）である。このうち145.1 km2（56.0 mi2）が陸地で2.5 km2（1.0 mi2）が水域である。総面積の1.70%が水域となっている。

## 交通
トピカには玄関口となる規模の大きな空港がない。そのため、カンザスシティ国際空港を利用し、自動車でトピカを目指すのが一般的である（所要約1時間 - 1時間半）。
トピカは大陸を東西に横断する州間高速道路 I-70 が通っている。西はデンバーへ、さらにユタ州内で I-15 に合流してソルトレイクシティ・ラスベガス・サンディエゴへと続いている。東へはカンザスシティ・セントルイス・インディアナポリス・コロンバス・ピッツバーグを経てワシントンD.C.へと至る。また、トピカを起点とする I-335 は I-35 の支線で、南にウィチタ・オクラホマシティ・ダラス・フォートワース・オースティン・サンアントニオなどの都市へと通じている。
ダウンタウンにアムトラックの駅があり、BNSF鉄道経由でロサンゼルスとシカゴを結ぶ長距離列車サウスウェスト・チーフ号がトピカに停車する。
グレイハウンドのバスターミナルもダウンタウンにあり、セントルイスとデンバー、カンザスシティとウィチタ・オクラホマシティ・ダラスを結ぶバスがトピカに停車する。

## 名所
- ブラウン対トピカ市教育局裁判記念国立史跡 - もとはモンロー小学校の校舎であった。同校は他の白人用の小学校から児童を隔離する目的でアフリカン・アメリカンの児童だけを集中的に受け入れていた。当時トピカ市内にはこのような小学校が4校あった。1954年5月17日に連邦最高裁判所の判決でオリバー・ブラウンら原告が勝訴、公立学校における人種隔離が撤廃された。モンロー小学校は1975年に児童数の減少により閉校。しばらくは倉庫として利用されていたが、1992年10月26日にジョージ・W・ブッシュが同校跡地を国の史跡とする条例に調印し、判決から50周年の2004年5月17日に国立史跡・博物館として開館した。
- ライニシュばら園・ドラン石庭（Reinisch Rose Garden and Doran Rock Garden）
- ワード・メイド・パーク植物園（Ward-Meade Park Botanical Gardens）
- 戦闘機博物館 - フォーブス空軍基地内
- カンザス州会議事堂
- トピカ動物園（Topeka Zoo） - 世界で初めてイヌワシの繁殖に成功した動物園
- トピカ芸術劇場
- トピカ・シビック・センター

## 人口動勢
| トピカ市 年代ごとの人口 |           |
| 1860年                  | 759人     |
| 1870年                  | 5,790人   |
| 1880年                  | 15,452人  |
| 1890年                  | 31,007人  |
| 1900年                  | 33,608人  |
| 1910年                  | 43,684人  |
| 1920年                  | 50,022人  |
| 1930年                  | 64,120人  |
| 1940年                  | 67,833人  |
| 1950年                  | 78,791人  |
| 1960年                  | 119,484人 |
| 1970年                  | 125,011人 |
| 1980年                  | 115,266人 |
| 1990年                  | 119,883人 |
| 2000年                  | 122,377人 |
| 2010年                  | 127,473人 |
| 2020年                  | 126,587人 |

以下は2000年の国勢調査における人口統計データである。
基礎データ
- 人口: 122,377人
- 世帯数: 52,190世帯
- 家族数: 30,687家族
- 人口密度: 843.6人/km2（2,185.0人/mi2）
- 住居数: 56,435軒
- 住居密度: 389.0軒/km2（1,007.6軒/mi2）

人種別人口構成
- 白人: 78.52%
- アフリカン・アメリカン: 11.71%
- その他の人種: 5.37%
- 混血: 3.26%
- ヒスパニックまたはラテン系: 8.86%

年齢別人口構成
- 18歳未満: 24.3%
- 18 - 24歳: 9.9%
- 25 - 44歳: 28.9%
- 45 - 64歳: 21.9%
- 65歳以上: 15.1%
- 年齢の中央値: 36歳
- 性比（女性100人あたり男性の人口）
  - 総人口: 92.4
  - 18歳以上: 88.4

## 期間限定の市名変更
1998年8月27日（8月28日とする資料もある）に、ポケットモンスター（ポケモン）のピカチュウのプロモーションイベントとして1日だけ名前がトピカチュウ（Topikachu）に変更され、ポケモンのおもちゃが配布されたり、パレードなどが行われたりした。2018年10月27日、ポケットモンスター Let's Go! ピカチュウ・Let's Go! イーブイのプロモーションイベントのため1日だけ「トピカチュウ」が復活した。
2010年3月には、1ヶ月間限定で市名をグーグル（Google, Kansas, the capital city of fiber optics）に変更。トピカはグーグル社が実施を予定している超高速ブロードバンド構築プロジェクトGoogle Fiberのテスト地域に立候補しており、誘致実現をアピールした変更である。これにちなみ、4月1日のエイプリルフールには1日限定でアメリカ版グーグルのタイトルロゴが「Topeka」に変化した。